# Ettlingen
Ettlingen este un oraș din districtul Karlsruhe, landul Baden-Württemberg, Germania. Se află la la circa 10 km în sud de Karlsruhe. După Bruchsal este al doilea oraș ca mărime din district.

## Date geografice și demografice
Ettlingen se află la marginea de nord a munților Pădurea Neagră, pe valea râului Alb. 

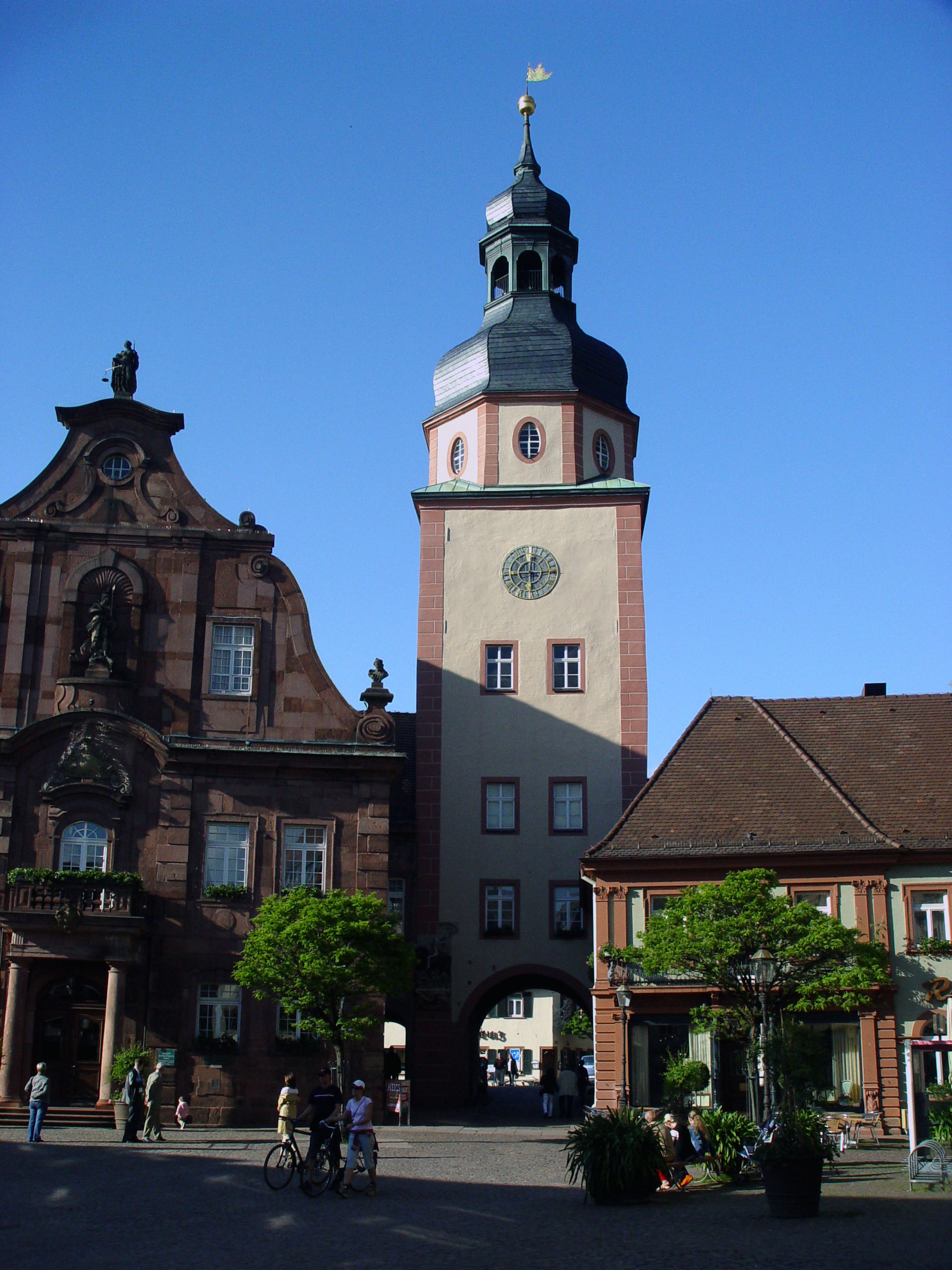
Ettlingen

## Date istorice și heraldică
Stema se compune din două părți: o dungă roșie pe fundal auriu, care este emblema margrafului de Baden și un turn plutitor argintiu pe fundal albastru. Steagul orașului este alb-albastru. Semnificația turnului plutitor sau întors în jos, care face parte din emblema orașului din 1358 nu este cunoscută. Există însă o legendă după care margraful ar fi pedepsit orașul, pentru incendierea mănăstirii Frauenalb de către orășeni, printre altele și cu "răsturnarea" turnului din emblema orașului cu vârful în jos.

## Orașe înfrățite
- Épernay, Franța, din 1953
- Middelkerke, Belgia, din 1971
- Clevedon, Regatul Unit, din 1980
- Löbau, Saxonia, din 1990
- Gatchina, Rusia, din 1992
- Menfi, Italia, din 2004